# Limitations de vitesse aux Pays-Bas

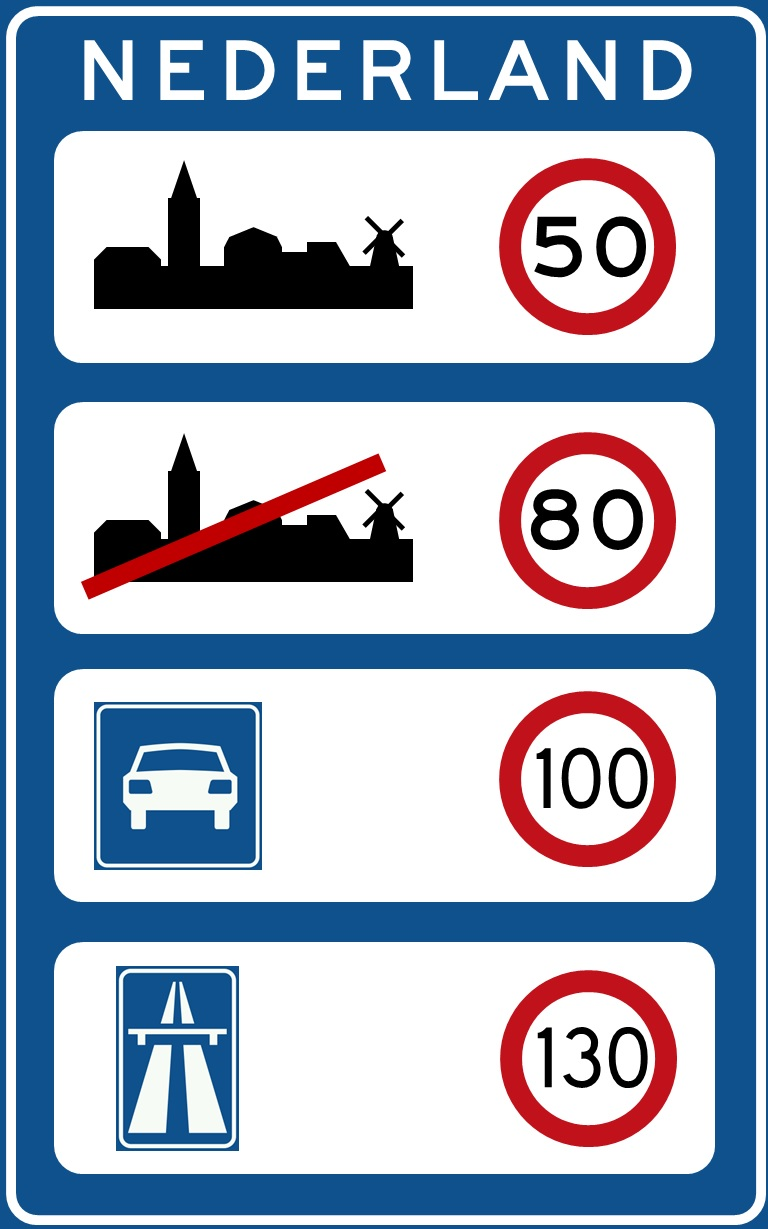
Limitations de vitesse aux Pays-Bas

Aux Pays-Bas (abréviation officielle: NL - pour "Nederland"), les limitations de vitesse sont les suivantes :
- 50 km/h en agglomération. Il existe beaucoup de zones limitées à 30 km/h. Présence de nombreux panneaux interactifs, vous signalant que vous dépassez la limitation de vitesse - « U rijdt te snel » (Vous roulez trop vite).

- 80 km/h hors agglomération. En réalité cette limite existe seulement sur les axes principaux. Environ 60 % des routes hors agglomération sont limitées à 60 km/h (souvent en zone).

- 100 km/h sur voies rapides indiqués par le panneau G3 'autoweg'. Normalement, ces routes ont une séparation directionnelle en ligne verte ou avec des barrières physiques.

- 130 km/h sur autoroutes. Depuis le 1er septembre 2012 avec des exceptions sur presque 40 % du réseau (2016). Beaucoup de sections sont restées à la limite précédente de 120 km/h, et il existe aussi des zones de 100 km/h ou 80 km/h dans les traversées d'agglomération ou pour raisons de qualité d'air ou pour limiter le bruit. En plus, ces limitations peuvent être mises en place seulement en journée (6-19 h), autorisant 130 km/h dans la nuit. À partir de mars 2020 pendant la pandémie de COVID 19, la vitesse maximum est abaissée à 100 km/h entre 6h et 19h; le gouvernement Rutte III y tenait avec pour objectif de réduire les émissions d’oxydes d’azote. « L’Agence néerlandaise d’évaluation environnementale, l’Institut national pour la santé publique et l’environnement ainsi que l’université de Wageningen ont longuement étudié les effets de plusieurs mesures relatives à la réduction des oxydes d’azote. Et les conclusions sont assez claires : la réduction de la vitesse n’a eu qu’un impact très limité (et difficile à mesurer) ». La limitation à 130 km/h est rétablie en mai 2024[1].

## Limites spécifiques pour certains types de véhicule
- 25 km/h pour les vélomoteurs qui peuvent être conduit sans casque ("snorfietsen", plaque d'immatriculation bleue)
- 30 km/h pour les vélomoteurs sur piste cyclable en agglomération ("bromfietsen", plaque d'immatriculation jaune)
- 40 km/h pour les vélomoteurs sur piste cyclable hors agglomération
- 45 km/h pour les vélomoteurs sur la route
- 80 km/h pour voitures attelées d'une remorque de plus de 3,5 t et des poids lourds.
- 90 km/h pour voitures attelées d'une remorque de moins de 3,5 t.

## Contrôles de vitesse

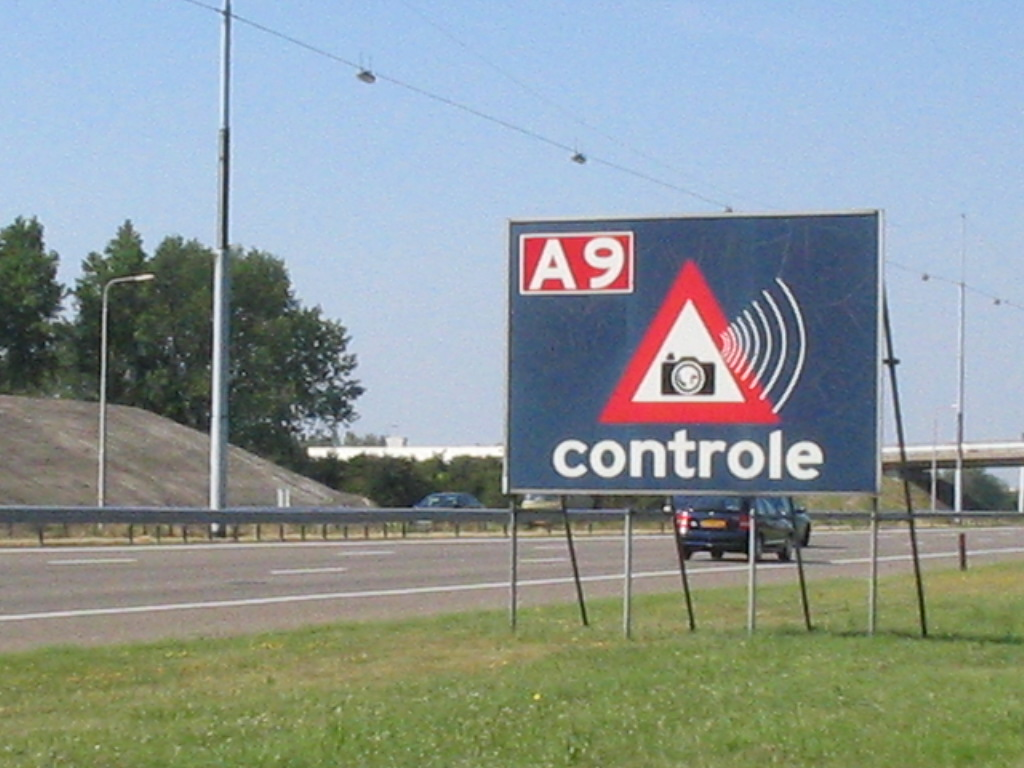
Panneau de signalisation de contrôle automatique.

- Les contrôles de vitesse sont systématiques. Le nombre de radars fixes a diminué un peu après la hausse des années 1990, sauf aux feux rouges (contrôles combinés: vitesse et feu rouge). En même temps il y a plus de contrôles mobiles en statif, contrôles laser et des surveillances discrètes.
- Il existe diverses sections d'autoroute (et des rares sections d'autres routes) avec des contrôles de vitesse à moyenne. Des caméras font une photo à l'entrée et à la sortie d'un secteur. Après le passage, un système à reconnaissance automatique des immatriculations calcule la vitesse moyenne. Si le conducteur a roulé trop vite, une amende sera envoyée automatiquement. En 2015, ces 'contrôles de trajet' étaient responsables de presque 30 % des infractions, la majorité pour des petits excès de vitesse sur sections d'autoroute à 100 km/h, principalement l'A2 Amsterdam-Utrecht.
- Les vitesses constatées sont corrigées avec 3 km/h < 100 km/h et avec 3 % > 100 km/h. Les amendes sont envoyées par la poste pour tout infraction de 4 km/h (après correction) ou plus, sauf les routes à 130 km/h, où les amendes commencent à 131 km/h.
- Il existe aussi de fréquents panneaux interactifs, vous indiquant que vous roulez trop vite ("U rijdt te snel").

## Autres règles
- L'utilisation des seuls feux de position est strictement interdite lorsque la voiture est en mouvement ;
- Alcoolémie maximum autorisée: 0,5 g/L d'alcool dans le sang (0,2 g/L pour les conducteurs jeunes);
- Les détecteurs de radars ne sont plus autorisés.